# Кільдін Шевальє
Кільдін Шевальє (фр. Kildine Chevalier; нар. 30 червня 1980) — колишня французька тенісистка.
Найвищу одиночну позицію світового рейтингу — 218 місце досягла 2 лютого 2004, парну — 172 місце — 5 липня 2004 року.
Здобула 8 одиночних та 22 парні титули туру ITF.
Завершила кар'єру 2009 року.

## Фінали ITF

### Фінали в одиночному розряді (8–6)
| турніри $100,000 |
| турніри $75,000  |
| турніри $50,000  |
| турніри $25,000  |
| турніри $10,000  |

| Результат | Дата              | Категорія | Турнір                         | Покриття | Суперниця                  | Рахунок          |
| --------- | ----------------- | --------- | ------------------------------ | -------- | -------------------------- | ---------------- |
| Поразка   | 31 липня 1995     | 10,000    | Рабат, Марокко                 | Ґрунт    | Аннемарі Міккерс           | 0–6, 6–7(10)     |
| Поразка   | 10 серпня 1997    | 10,000    | Ребек, Бельгія                 | Ґрунт    | Любомира Бачева            | 3–6, 6–4, 3–6    |
| Перемога  | 30 листопада 1998 | 10,000    | Ріо-де-Жанейро, Бразилія       | Ґрунт    | Сабріна Валенті            | 6–4, 0–6, 6–2    |
| Перемога  | 9 вересня 2002    | 10,000    | Мадрид, Іспанія                | Ґрунт    | Марія Хосе Санчес Алаєто   | 5–7, 6–4, 6–4    |
| Перемога  | 17 березня 2003   | 10,000    | Монтеррей, Мексика             | Тверде   | Марія Фернанда Алвеш       | 3–6, 6–0, 6–3    |
| Поразка   | 18 травня 2003    | 10,000    | Монсон, Іспанія                | Тверде   | Фредеріка Пієдаде          | 4–6, 3–6         |
| Перемога  | 25 травня 2003    | 10,000    | Альмерія, Іспанія              | Тверде   | Іпек Шенолу                | 4–6, 6–4, 6–1    |
| Поразка   | 18 серпня 2003    | 10,000    | Сан-Марино (місто), Сан-Марино | Ґрунт    | Селін Бейгбедер            | 3–6, 1–6         |
| Поразка   | 13 жовтня 2003    | 25,000    | Мехіко, Мексика                | Тверде   | Вільмаріє Кастельві        | 2–6, 6–4, 6–7(4) |
| Перемога  | 27 жовтня 2003    | 10,000    | Сьюдад Обрегон, Мексика        | Ґрунт    | Женіфер Віджажа            | 6–0, 6–2         |
| Перемога  | 3 листопада 2003  | 10,000    | Лос-Мочіс, Мексика             | Ґрунт    | Жужанна Бабош              | 3–6, 6–4, 6–3    |
| Перемога  | 18 жовтня 2004    | 10,000    | Агуаскальєнтес, Мексика        | Ґрунт    | Хорхеліна Краверо          | 6–3, 6–4         |
| Поразка   | 11 квітня 2005    | 10,000    | Тампіко, Мексика               | Тверде   | Лорен Барніков             | 3–6, 3–6         |
| Перемога  | 30 серпня 2005    | 10,000    | Мольєрусса, Іспанія            | Тверде   | Марія Хосе Мартінес Санчес | 6–2, 5–7, 6–2    |

### Парний розряд Фінали (22–23)
| турніри $100,000 |
| турніри $75,000  |
| турніри $50,000  |
| турніри $25,000  |
| турніри $10,000  |

| Результат | Ранг | Дата              | Категорія | Турнір                          | Покриття   | Партнерка                 | Суперниця                                           | Рахунок               |
| --------- | ---- | ----------------- | --------- | ------------------------------- | ---------- | ------------------------- | --------------------------------------------------- | --------------------- |
| Перемога  | 1.   | 31 липня 1995     | 10,000    | Рабат, Марокко                  | Ґрунт      | Наталі Фровлі             | Марілле Брюенс Аннемарі Міккерс                     | 3–6, 7–5, 7–5         |
| Поразка   | 2.   | 20 листопада 1995 | 10,000    | Каїр, Єгипет                    | Ґрунт      | Шаповалова Тесса          | Теодора Недева Антоанета Пандєрова                  | 7–5, 3–6, 0–6         |
| Поразка   | 3.   | 22 квітня 1996    | 10,000    | Олівейра-де-Аземейш, Португалія | Тверде     | Крістіна Тріска           | Ганна-Катрі Аалто Кірсі Лампінен                    | 0–6, 2–6              |
| Поразка   | 4.   | 21 квітня 1997    | 10,000    | Гімарайнш, Португалія           | Тверде     | Їндра Габрішова           | Елоді Ле Бесконд Селіма Сфар                        | 4–6, 2–6              |
| Поразка   | 5.   | 11 серпня 1997    | 10,000    | Коксейде, Бельгія               | Ґрунт      | Летісія Санчес            | Анніка Ліндстедт Аннемарі Міккерс                   | 1–6, 5–7              |
| Перемога  | 6.   | 23 листопада 1998 | 10,000    | Сан-Паулу, Бразилія             | Ґрунт      | Сілвія Урічкова           | Лаура Берналь Паула Раседо                          | 6–3, 7–6(7)           |
| Перемога  | 7.   | 30 листопада 1998 | 10,000    | Ріо-де-Жанейро, Бразилія        | Ґрунт      | Сілвія Урічкова           | Жоана Кортез Сабріна Валенті                        | 6–2, 3–6, 6–3         |
| Поразка   | 8.   | 23 жовтня 2000    | 25,000    | Сен-Рафаель (Вар), Франція      | Тверде (i) | Сусанне Трік              | Айнхоа Гоньї Нурія Льягостера Вівес                 | 1–4, 4–5(5), 1–3 ret. |
| Поразка   | 9.   | 8 липня 2001      | 10,000    | Періге, Франція                 | Ґрунт      | Даніела Олівера           | Ліга Декмеєре Маргіт Рюйтель                        | 4–6, 1–6              |
| Перемога  | 10.  | 13 серпня 2001    | 10,000    | Аоста, Італія                   | Ґрунт      | Наташа Рандріантефі       | Штефані Гайднер Лусіана Масанте                     | 1–6, 6–2, 6–2         |
| Перемога  | 11.  | 20 серпня 2001    | 10,000    | Вестенде, Бельгія               | Ґрунт      | Євгенія Субботіна         | Олександра Кравець Аранча Парра Сантонха            | 7–5, 7–5              |
| Перемога  | 12.  | 10 вересня 2001   | 10,000    | Мадрид, Іспанія                 | Ґрунт      | Стефані Коен-Алоро        | Соня Дельгадо Анна Флоріс                           | 2–6, 6–2, 6–2         |
| Перемога  | 13.  | 21 січня 2002     | 10,000    | Гренобль, Франція               | Тверде (i) | Наташа Рандріантефі       | Карла Мраз Орелі Веді                               | 6–4, 6–4              |
| Перемога  | 14.  | 9 липня 2002      | 10,000    | Сецце, Італія                   | Ґрунт      | Орелі Веді                | Євгенія Савранська Мартіна Бабакова                 | 6–3, 7–5              |
| Перемога  | 15.  | 5 серпня 2002     | 10,000    | Віго, Іспанія                   | Тверде     | Кароліне Анн Базу         | Лаура Фігерола Марія Пілар Санчес Алаєто            | 6–2, 6–1              |
| Перемога  | 16.  | 2 вересня 2002    | 10,000    | Мольєрусса, Іспанія             | Тверде     | Кароліне Анн Базу         | Нурія Ройг Лаура Вальверду-Сайра                    | 6–3, 3–6, 7–6(5)      |
| Перемога  | 17.  | 7 жовтня 2002     | 10,000    | Катанія, Італія                 | Ґрунт      | Шеллі Стефенс             | Зузанне Філіпп Неуза Сілва                          | 6–2, 6–2              |
| Поразка   | 18.  | 5 листопада 2002  | 10,000    | Вільнав-д'Орнон, Франція        | Ґрунт (i)  | Наташа Рандріантефі       | Б'янка Кампер Ніколь Ремі                           | 3–6, 4–6              |
| Поразка   | 19.  | 10 лютого 2003    | 10,000    | Албуфейра, Португалія           | Тверде     | Анна Говкінс              | Сільвія Дісдері Джулія Меруцці                      | 2–6, 4–6              |
| Поразка   | 20.  | 5 березня 2003    | 10,000    | Нуево-Ларедо, Мексика           | Тверде     | Кароліне Анн Базу         | Гелен Крук Хрістіна Захаріду                        | 3–6, 6–4, 2–6         |
| Поразка   | 21.  | 17 березня 2003   | 10,000    | Монтеррей, Мексика              | Тверде     | Кароліне Анн Базу         | Гелен Крук Хрістіна Захаріду                        | 2–6, 0–6              |
| Перемога  | 22.  | 17 березня 2003   | 10,000    | Монтеррей, Мексика              | Тверде     | Кароліне Анн Базу         | Жоана Кортез Карла Тіене                            | 6–4, 3–6, 7–5         |
| Поразка   | 23.  | 14 квітня 2003    | 25,000    | Сан-Луїс-Потосі, Мексика        | Ґрунт      | Лана Попадич              | Хорхеліна Краверо Ваніна Гарсія Сокол               | 1–6, 3–6              |
| Поразка   | 24.  | 18 травня 2003    | 10,000    | Монсон, Іспанія                 | Ґрунт      | Ліана Унгур               | Олена Антипіна Раїса Гуревич                        | 6–3, 5–7, 1–6         |
| Поразка   | 25.  | 29 червня 2003    | 25,000    | Мон-де-Марсан, Франція          | Ґрунт      | Хрістіна Захаріду         | Паула Гарсія Марія Хосе Мартінес Санчес             | 4–6, 5–7              |
| Поразка   | 26.  | 20 липня 2003     | 25,000    | Ле-Контамін-Монжуа, Франція     | Тверде     | Олександра Кравець        | Каролін Денін Б'янка Ламаде                         | 4–6, 2–6              |
| Перемога  | 27.  | 28 липня 2003     | 10,000    | Гардоне-Валь-Тромпія, Італія    | Ґрунт      | Сільвія Дісдері           | Даніела Клеменшиц Сандра Клеменшиц                  | 6–4, 6–2              |
| Поразка   | 28.  | 18 серпня 2003    | 10,000    | Сан-Марино (місто), Сан-Марино  | Ґрунт      | Хрістіна Захаріду         | Оана Елена Голімбйоскі Орелі Веді                   | 6–2, 6–7(7), 4–6      |
| Перемога  | 29.  | 27 жовтня 2003    | 10,000    | Сьюдад Обрегон, Мексика         | Ґрунт      | Меліса Аревало            | Ана Лусія Мільяріні де Леон Даніела Муньос Галлегос | 1–6, 6–2, 6–4         |
| Перемога  | 30.  | 25 січня 2004     | 25,000    | Бергамо, Італія                 | Килим (i)  | Альберта Бріанті          | Іва Майолі Санда Мамич                              | 6–4, 6–4              |
| Перемога  | 31.  | 8 лютого 2004     | 10,000    | Валі-ду-Лобу, Португалія        | Ґрунт      | Фредеріка Пієдаде         | Соледад Есперон Флавія Міґнола                      | 2–6, 6–3, 6–4         |
| Поразка   | 32.  | 15 лютого 2004    | 10,000    | Албуфейра, Португалія           | Ґрунт      | Фредеріка Пієдаде         | Зузана Черна Владіміра Угліржова                    | 7–6(7–4), 4–6, 5–7    |
| Поразка   | 33.  | 7 червня 2004     | 50,000    | Марсель, Франція                | Ґрунт      | Кончіта Мартінес Гранадос | Шахар Пеєр Олена Весніна                            | 1–6, 1–6              |
| Поразка   | 34.  | 6 вересня 2004    | 25,000    | Мадрид, Іспанія                 | Тверде     | Марта Фрага               | Ганна Ноні Емма Лайне                               | 3–6, 6–7(3)           |
| Поразка   | 35.  | 13 вересня 2004   | 10,000    | Льєйда, Іспанія                 | Ґрунт      | Неуза Сілва               | Елена В'янелло Еліза Вілла                          | 5–7, 5–7              |
| Перемога  | 36.  | 11 жовтня 2004    | 25,000    | Мехіко, Мексика                 | Тверде     | Ольга Виметалкова         | Ларісса Карвальйо Женіфер Віджажа                   | 6–3, 6–2              |
| Перемога  | 37.  | 7 листопада 2004  | 10,000    | Гавр, Франція                   | Ґрунт (i)  | Мелін Андрійо             | Марія Архипова Янетте Бейлкова                      | 7–5, 6–7(2), 6–4      |
| Поразка   | 38.  | 5 квітня 2005     | 25,000    | Коацакоалькос, Мексика          | Тверде     | Хорхеліна Краверо         | Марія Коритцева Ріта Куті-Кіш                       | 2–6, 3–6              |
| Перемога  | 39.  | 11 квітня 2005    | 10,000    | Тампіко, Мексика                | Тверде     | Хорхеліна Краверо         | Андреа Бенітес Флавія Міґнола                       | 7–6(6), 2–6, 7–5      |
| Перемога  | 40.  | 19 квітня 2005    | 25,000    | Валенсія, Іспанія               | Тверде     | Стефані Форец             | Роса Марія Андрес Родрігес Аранча Парра Сантонха    | 4–6, 7–6(5), 6–2      |
| Поразка   | 41.  | 11 січня 2006     | 10,000    | Штутгарт, Німеччина             | Тверде (i) | Жюлі Куен                 | Дарія Юрак Рената Ворачова                          | 2–6, 1–6              |
| Поразка   | 42.  | 8 серпня 2006     | 10,000    | Єзі, Італія                     | Ґрунт      | Елена В'янелло            | Штефані Гайднер Анаїс Лорендон                      | 0–6, 3–6              |
| Перемога  | 43.  | 21 серпня 2006    | 10,000    | Трекастаньї, Італія             | Тверде     | Джулія Меруцці            | Аліче Балдуччі Ліза Сабіно                          | 4–6, 6–3, 6–3         |
| Поразка   | 44.  | 18 вересня 2006   | 25,000    | Лечче, Італія                   | Ґрунт      | Адріана Серра-Дзанетті    | Катерина Лопес Теодора Мирчич                       | 6–7(4), 4–6           |
| Перемога  | 45.  | 3 серпня 2007     | 10,000    | Гардоне-Валь-Тромпія, Італія    | Ґрунт      | Аліче Балдуччі            | Анастасія Гримальська Валерія Савіних               | 3–6, 7–6(5), 6–3      |

## Юніорські фінали турнірів Великого шолома

### Дівчата, одиночний розряд: 1 (1 поразка)
| Результат | Рік  | Турнір                           | Покриття | Суперниця | Рахунок          |
| --------- | ---- | -------------------------------- | -------- | --------- | ---------------- |
| Поразка   | 1997 | Відкритий чемпіонат США з тенісу | Тверде   | Кара Блек | 7–6(5), 1–6, 3–6 |